# Lutak (Alaska)
Lutak es un lugar designado por el censo del borough de Haines, Alaska, Estados Unidos. Según el censo de 2020, tiene una población de 29 habitantes.
En los Estados Unidos, un lugar designado por el censo (traducción literal de la frase en inglés census-designated place, CDP) es una región identificada por la Oficina del Censo exclusivamente para fines estadísticos.

## Geografía
Está ubicado en las coordenadas 59°24′44″N 135°35′21″O / 59.41222, -135.58917 (59.412212, -135.589046). Según la Oficina del Censo, tiene una superficie total de 345.14 km², de los cuales 328.82 km² corresponden a tierra firme y 16.33 km² están cubiertos de agua.

## Demografía
Según el censo de 2020, hay 29 personas residiendo en la zona. La densidad de población es de 0.09 hab./km². El 75.86% de los habitantes son blancos, el 6.90% son nativos de Alaska y el 17.24% son de una mezcla de razas. Del total de la población, el 10.34% son hispanos o latinos de cualquier raza.